# هاري فروست
هاري فروست هو لاعب هوكي الجليد كندي، ولد في 17 أغسطس 1914، وتوفي في 28 مارس 1973.

## وصلات خارجية
- هاري فروست على موقع دوري الهوكي الوطني (الإنجليزية)
- هاري فروست على موقع قاعة مشاهير الهوكي (لاعب أن.إتش.أل) (الإنجليزية)
- هاري فروست على موقع EliteProspects.com (الإنجليزية)
- هاري فروست على موقع HockeyDB.com (الإنجليزية)
- هاري فروست على موقع Hockey-Reference.com (الإنجليزية)